# Teerofen (Tauer)
Teerofen, niedersorbisch Mazniki, ist ein Wohnplatz in Schönhöhe, einem Ortsteil der Gemeinde Tauer im Landkreis Spree-Neiße in Brandenburg. Der Ort liegt im amtlichen Siedlungsgebiet der Sorben/Wenden. Auf alten Karten wird der Ort gelegentlich auch als Tauer’sche Teeröfen (niedersorbisch Turjańske Mazniki) bezeichnet.

## Lage
Teerofen liegt im Osten der Lieberoser Heide in der Niederlausitz, etwa neun Kilometer nordöstlich der Stadt Peitz. Umliegende Ortschaften sind die zur Gemeinde Schenkendöbern gehörenden Ortsteile Pinnow im Nordosten und Bärenklau im Osten, der Jänschwalder Ortsteil Drewitz und Tauer im Süden sowie Schönhöhe im Nordwesten. Der Ort ist von weitreichenden Wäldern umgeben, lediglich der Ort Schönhöhe ist weniger als fünf Kilometer entfernt.
Die Siedlung liegt am aus einer eiszeitlichen Senke entstandenen Großsee und im Totalreservat Pinnower Läuche. Von Teerofen aus führt die Kreisstraße 7143 zur drei Kilometer südlich verlaufenden Landesstraße 50.

## Geschichte
Erstmals urkundlich erwähnt wurde die Kolonie Teerofen im Jahr 1665. Damals existierte im Ort nur ein Pechofen, der zur Herstellung von Teer, Pech und Kienöl betrieben wurde. Das Holz zur Verschwelung wurde aus den umliegenden Wäldern geliefert. Im Jahr 1718 wurde ein zweiter Teerofen in Betrieb genommen. Nach dem Wiener Kongress wurde der bis dahin zum Königreich Sachsen gehörende Ort in das Königreich Preußen umgegliedert. Dort lag Teerofen im Landkreis Cottbus des Regierungsbezirk Frankfurt in der Provinz Brandenburg. In der Topographisch-statistischen Übersicht des Regierungsbezirks Frankfurt a. d. O. wurde der Ort im Jahr 1840 als Tauer bezeichnet und hatte 48 Einwohner. 1852 wurde die Teerbrennerei in Teerofen eingestellt. 1864 hatte die damals als Tauerscher Teerofen bezeichnete Siedlung 44 Einwohner.
Als Arnošt Muka den Ort in den 1880er Jahren besuchte, waren alle 50 Einwohner auf den Teeröfen Sorben. Lediglich der Förster in der nahegelegenen Siedlung Försterei Großsee war Deutscher.
Anfang der 1940er Jahre gab es Planungen, den Ort aufgrund einer Erweiterung des SS-Truppenübungsplatzes Kurmark umzusiedeln, aufgrund des Endes des Zweiten Weltkriegs kam es jedoch nicht mehr dazu. Bei der DDR-Kreisreform vom 25. Juli 1952 wurde Teerofen dem Kreis Guben im Bezirk Cottbus zugeordnet. Nach der Wende lag die Gemeinde Schönhöhe mit dem Ortsteil Teerofen zunächst im Landkreis Guben, dieser wurde bei der Kreisreform am 6. Dezember 1993 mit drei weiteren Landkreisen zum heutigen Landkreis Spree-Neiße fusioniert. Gleichzeitig wurde die Gemeinde Schönhöhe aufgelöst und Teerofen ein Wohnplatz der Gemeinde Tauer.